# Facundo Manes
Facundo Manes (Quilmes, 11 de enero de 1969) es un médico neurólogo, neurocientífico, emprendedor, divulgador científico y político argentino creador del Instituto de Neurología Cognitiva (INECO), presidente honorífico de la Fundación INECO, exrector de la Universidad Favaloro, director del Instituto de Neurociencias de la Fundación Favaloro e Investigador Principal del Consejo Nacional de Investigaciones Científicas y Técnicas (CONICET) de Argentina. Desde 2021 se desempeña como diputado nacional por la Provincia de Buenos Aires. 
En 2018 llegó a ser el primer presidente hispanohablante de la Sociedad Internacional de Demencias Frontotemporales.

## Biografía

### Comienzos
Manes nació en Quilmes pero vivió sus primeros años en Arroyo Dulce, provincia de Buenos Aires, donde su padre era médico rural. Su padre era Pedro Manes, de origen tucumano, y su madre Dora Blazevich, oriunda de la ciudad bonaerense de Salto. En esta ciudad, concurrió a la primaria y a la secundaria en la escuela General Don José de San Martín.
Estudió en la Facultad de Medicina de la Universidad de Buenos Aires, donde se graduó en 1992. Comenzó su carrera de investigador mientras era estudiante de segundo año de Medicina en la UBA, cuando conoció al profesor Tomás Mascitti, titular de Neuroanatomía y al profesor Alfonso Roque Albanese, cardiocirujano y anatomista, que se encontraba jubilado, pero aún seguía enseñando. Sus primeros trabajos de investigación los presentó en los congresos de la Asociación Rioplatense de Anatomía. En 1998 realizó el fellowship de neuropsiquiatría en el departamento de Psiquiatría de la University of Iowa, donde también fue docente de neuroanatomía en la cátedra de anatomía. Luego estudió en la Universidad de Cambridge un doctorado (PhD) en Ciencias Médicas, Neurobiología y Neurociencias.

### Trayectoria científica
Es investigador del Consejo Nacional de Investigaciones Científicas y Técnicas (CONICET) y del Australian Research Council (ACR) Centre of Excellence in Cognition and its Disorders.
Manes colaboró en la revisión de la manera de hacer el diagnóstico de la demencia frontotemporal.
Durante su estancia en el Reino Unido, trabajó como investigador clínico en los departamentos de Neurología y Psiquiatría de la Universidad de Cambridge y fue consultor del Medical Research Council (MRC) en neuropsicología y neurología cognitiva.
Lleva publicados más de doscientos trabajos científicos originales en revistas internacionales de su especialidad como Brain, JAMA Neurology, Nature Neuroscience y The Lancet Neurology, además sus artículos cuentan con más de 32.000 citas y un índice h=90. Actualmente, su área de investigación se centra en la neurobiología de los procesos mentales. Su última publicación científica, en colaboración con la neurocientífica María Roca, fue en la revista científica Neuropsychologia y se titula: "Bridging Experimental Neuroscience and Clinical Neuropsychology: Fluid Intelligence in Frontal Lobe Assessments". En este estudio se explora cómo la “inteligencia fluida” influye en las pruebas clásicas que evalúan el lóbulo frontal. Además, escribió decenas de artículos de divulgación en la prensa argentina, en diarios como Clarín, La Nación, Perfil y Diario Popular, aportando en columnas de opinión en diversos medios sobre temas focalizados en el campo de las neurociencias.
En 2008 creó la Fundación INECO. En 2014 asumió como rector de la Universidad Favaloro, cargo que ocupó hasta 2018.
En 2016, junto al ministro de Ciencia, Tecnología e Innovación Productiva, Lino Barañao, y el presidente del CONICET, Alejandro Ceccatto, presentaron el Instituto de Neurociencia Cognitiva y Traslacional (INCyT), unidad de triple dependencia de la Universidad Favaloro, la Fundación INECO y el CONICET. En abril de 2018 anunció la creación de un nuevo centro de rehabilitación neurológica creado por la Fundación INECO y CITES, con el objetivo de contribuir a la generación de un ecosistema para el desarrollo de alta tecnología, innovación y conocimiento. En mayo del mismo año, junto a Sergio Berensztein, Agustín Ibáñez, Gastón Manes, Fernando Torrente y José María Ghio, presentó el Instituto de Neurociencias y Políticas Públicas de la Fundación INECO, con el objetivo de optimizar los resultados de las políticas públicas a través de una mejor comprensión del comportamiento real de las personas a las que estas se dirigen.
En noviembre de 2018 fue elegido por algunos colegas como presidente de la International Society for Frontotemporal Dementias, especializada en demencia frontotemporal y trastornos relacionados, convirtiéndose así en el primer médico y científico de habla hispana en ocupar el cargo.
En 2019, junto a Alejandro Simón (CEO del Grupo SanCor Seguros), presentó CITES INECO, un polo de conocimiento, salud, educación e innovación ubicado en el centro de la Ciudad de Buenos Aires. El centro fue resultado de la alianza entre INECO y el Grupo SanCor Seguros y su inversión fue de unos 300 millones de pesos.

### Pensamiento
Cuando Manes se refirió al aporte de las neurociencias a la educación, indicó que, si bien dan cuenta sobre algunos aspectos del aprendizaje, no pueden ofrecer "recetas mágicas" y que cualquier decisión sobre lo educativo debe ser resultado del diálogo, la reflexión crítica, y la elaboración interdisciplinaria. Al respecto de la medicina, Manes señaló que, en el caso de su especialidad, acompaña para mejorar la calidad de vida del paciente y que "puede ayudar con terapia psicológica o con medicación para que la persona tenga mejor calidad de vida, al igual que su familia". Y en relación con la pobreza, ha escrito artículos de divulgación y manifestado públicamente la necesidad de comprenderla como una problemática multidimensional y no como una simple variable económica y que solo comprendiendo su complejidad real se podrá enfrentar y erradicar.

### Televisión
En 2011 condujo el programa Los Enigmas del Cerebro en la televisión argentina por el canal C5N. En 2014 llevó adelante Cerebro argentino, un ciclo emitido por TecTV donde entrevistó a diferentes científicos especializados en las neurociencias en la Argentina. En 2015 condujo una serie sobre el funcionamiento cerebral titulada Súper cerebro y transmitida por Discovery Channel. Es un invitado habitual del programa de Mirtha Legrand en Canal 13 y TN, y del programa de Alejandro Fantino en América.

## Trayectoria política
Pertenece políticamente, como afiliado, a la Unión Cívica Radical, partido a través del cual en 2021 se presentó como precandidato a diputado nacional en primer lugar por la provincia de Buenos Aires, dentro de la alianza electoral Juntos, luego de haber renunciado a su postulación en 2017 por la alianza Cambiemos (Macrismo-UCR-Coalición Cívica ARI y otros partidos políticos menores), porque no encabezaba la lista de Diputados. 
En 2018 él mismo se autodefinió públicamente como independiente y sin militancia partidaria, aclarando que se formó con «los valores del radicalismo».
Algunos políticos argentinos manifestaron públicamente su deseo de que Manes se involucrara en política, como Ernesto Sanz,
Federico Salvai
y Miguel Ángel Lunghi. A pesar de tener su primera experiencia en una unidad básica peronista, Manes reconoció tener un «corazoncito radical». Sin embargo, su posible involucramiento generó cruces dentro del radicalismo.
En 1985, a sus dieciséis años, ganó la conducción del centro de estudiantes de la Escuela Normal José de San Martín de Salto.
A pesar de haber confesado que “mi corazón es radical, por tradición familiar y por principios”, en 2002 fundó un partido ligado a la consigna "que se vayan todos". Junto a Marcelo Bomrad (exmilitante de la UCeDe), Sergio Gregov, Gastón Manes (su hermano) y Darío Curátola, integró el grupo político "1810", que reclamaba "refundar al país". Una de sus acciones fue una carta al presidente George Bush para que no aprobara envíos de dinero a la Argentina mientras no hubiera "reformas estructurales" en consonancia con las exigencias del Fondo Monetario Internacional.
En 2013, Manes dirigió al equipo que operó de un hematoma subdural a la entonces presidenta de la Nación, Cristina Fernández de Kirchner y estuvo a cargo de su salud antes, durante y luego de la operación a la que fue sometida.
En julio de 2016 se sumó al gabinete de la gobernadora del PRO María Eugenia Vidal, en calidad de asesor ad honorem. Un año más tarde, decidió rechazar la oferta para ser candidato a diputado nacional por Cambiemos. No obstante, al poco tiempo manifestó tener vocación pública y no descartó una entrada a la gestión política.

### Diputado Nacional (2021-actualidad)
En 2021, anunció su participación en las elecciones legislativas, por la Unión Cívica Radical. Manes encabezó una lista de la alianza Juntos conformada por sectores de la UCR, el GEN, el PRO y el Peronismo Republicano, como precandidato a diputado nacional por la provincia de Buenos Aires. Pocos meses antes, junto a su hermano Gastón, apoyaron la candidatura de Maximiliano Abad como presidente del Comité Provincia, en las internas bonaerenses del partido.
En las elecciones primarias del 12 de septiembre, la lista Dar el Paso encabezada por Manes obtuvo 1.200.000 votos casi el 40 % de los votos para la coalición, detrás de la lista ganadora encabezada por Diego Santilli. De acuerdo con los resultados y la regla interna de Juntos, Manes integrará la lista que competirá en las elecciones generales de noviembre en el tercer lugar. El 14 de noviembre en las elecciones legislativas generales de 2021 resultó electo diputado nacional de la provincia de Buenos Aires por la alianza Juntos, con el 39% de los votos.
En la Cámara de Diputados fue el presidente de la comisión de Ciencia, Tecnología e Innovación hasta el 17 de abril de 2024.
A principios de diciembre de 2023 los diputados de la Unión Cívica Radical se reunieron para elegir al sucesor de Mario Negri como presidente de bloque; un grupo de 11 eligieron a Facundo Manes como presidente, mientras que uno de 22 eligió a Rodrigo de Loredo; el bloque se dividió en dos y no llegaban a un acuerdo ya que ambos se adjudicaban el triunfo hasta que Manes aceptó que de Loredo asuma ese rol.
El 22 de enero de 2024, Manes con los 9 diputados que le siguen (Cobos,Aguirre,Barletta,Carbajal,Coli,Galimberti,Juliano,Polini y Sarapura) rechazaron la postura del presidente del bloque de la UCR, Rodrigo de Loredo quien preside el bloque desde que se unificó en diciembre de 2023 que estaba apoyando la ley que mando el presidente Javier Milei al congreso. Los diputados que siguen a Manes dijeron "no vamos a votar el aumento de retenciones" (de harinas y aceites de soja), también uno de los diputados dijo "no podemos votar a favor en general, para no dejarlos sin ley, y después votar casi todo en contra en particular, para ser fieles a las ideas del radicalismo. Finalmente, Manes rompió el bloque radical y conformo un bloque propio denominado Democracia para Siempre (DPS), junto a diputados que le responden a Martín Lousteau,  entre otros.
Durante el inicio de sesiones del año legislativo, en mazo del 2025, Manes alzó y le mostró una Constitución Nacional al presidente Javier Milei que se encontraba dando su discurso constitucional, acción que le valió tener un duro encuentro con el asesor presidencial Santiago Caputo. a quien denunció por amenazas.

### Precandidato a presidente 2023
Facundo Manes creó su grupo interno. Lo llamo Empatía, pues según sus palabras «es lo que nos falta a los Argentinos». También aclaró que Juntos por el Cambio no es de un solo color y que Macri no pudo unir a los Argentinos. Manes ha estado recorriendo el país desde principios de 2022 presentando su libro Ser Humanos (2021) y se postuló como candidato a presidente para 2023 por la UCR al igual que el gobernador Gerardo Morales. 
El 9 de mayo dejó en claro que iría por la presidencia en 2023, dejando en claro que “Puedo decir que no voy a ser candidato a gobernador en la Provincia de Buenos Aires ni a Jefe de Gobierno de la Ciudad (...) Para mí, el país se cambia desde la Casa Rosada”. En una oportunidad Manes criticó al expresidente Mauricio Macri y varios referentes del PRO y del radicalismo lo criticaron pero el exgobernador de Mendoza y actual senador nacional, Alfredo Cornejo salió a defenderlo diciendo que Gerardo Morales y Lilita Carrio, también dijeron en varias ocasiones cosas contra el expresidente y no les dijeron nada.
El 2 de diciembre, Gerardo Morales propone a Manes una interna en marzo de 2023 para ver quien representara al radicalismo en las elecciones PASO de 2023 en Juntos por el Cambio. Días después publicó un libro llamado Por una nueva patriada.Decir Presente.Hacer Futuro mismo título que el libro del 2019 pero agregado el Por una nueva Patriada que muestra los proyectos del diputado como presidente de la comisión de Ciencia,Tecnología e innovación.
En una reunión en Córdoba el 20 de mayo, dijo que «Una nueva Argentina necesita de un radicalismo renovado, moderno, que mire más al futuro que al pasado; un radicalismo donde los liderazgos individuales nunca estén por encima del interés de todos los argentinos»
Finalmente el 24 de junio a horas del cierre de listas, Manes baja su precandidatura presidencial y apoya la de Horacio Rodríguez Larreta
En el mes de mayo del 2025 Manes lanza su nuevo espacio con el slogan "Ni los de antes ni los de ahora. Para Adelante" en la Casa Museo Sarmiento ubicado en el Delta del Tigre con la intención de enfrentrarse al Kirchnerismo y a los libertarios en la contienda de la provincia de Buenos Aires.

## Historial electoral
|  | 39,66 % |

|  | 39,77 % |

## Controversias
En 2005, Facundo Manes diagnosticó enfermedad de Pick (una forma de demencia) a la artista plástica y escritora Natalia Kohen (1919-2022), en ese momento de 85 años, diagnóstico que permitió que las hijas de Kohen promovieran contra esta un proceso judicial de insania. Manes afirmó incorrectamente bajo juramento que había evaluado a la señora Kohen en el Instituto Fleni, pero el instituto lo desmintió mediante una carta documento. El fallo del Juzgado en Primera Instancia sostuvo ―sobre la base de un debate producido entre los profesionales intervinientes en el peritaje efectuado en el proceso civil― que podía postularse una demencia "in statu nascendi".
La Cámara de Apelaciones determinó que la anciana no padecía demencia, y que el objetivo de las hijas al buscar declararla insana había sido «gozar de la fortuna familiar antes de que su madre muriera». Natalia Kohen le hizo un juicio por daños y perjuicios, sin embargo, Manes fue sobreseído en 2007.
También Manes fue cuestionado por el Colegio Argentino de Neurocirujanos (AANC) que mediante una solicitada en su web: www.aanc.org.ar y en el diario La Nación de Argentina aclararon que Manes solo es un neurólogo clínico pero no es un neurocirujano; es decir que no opera. Luego Manes hizo la aclaración y dijo que se debió a un error de los medios.
Ha sido criticado también por formar parte del llamado negocio de la "neuromanía", por hacer reduccionismo biologicista, por apoyar al expresidente George Bush, por aplicar políticas neoliberales a la educación y por decir que la medicina "no cura casi nada". Sin embargo, ha denunciado públicamente a la corriente del "neuromarketing", considerándola pseudociencia y acusándola de usar el prestigio de la ciencia como marketing. También se refirió al aporte de las neurociencias a la educación, indicando que, si bien dan cuenta sobre algunos aspectos del aprendizaje, no pueden ofrecer "recetas mágicas" y que cualquier decisión sobre lo educativo debe ser resultado del diálogo, la reflexión crítica, y la elaboración interdisciplinaria. Al respecto de la medicina, Manes señaló que, en el caso de su especialidad, acompaña para mejorar la calidad de vida del paciente y que «puede ayudar con terapia psicológica o con medicación para que la persona tenga mejor calidad de vida, al igual que su familia».

## Reconocimientos
- (1999) Premio Joven Investigador, otorgado por la Asociación de Neuropsiquiatría Americana.[94]
- (2014) La Legislatura de la Ciudad de Buenos Aires lo declaró Personalidad Destacada de la Ciencia.[95]
- (2014) Mención Presidente Arturo Jauretche, otorgada por el Banco de la Provincia de Buenos Aires.[96]
- (2016) Mención de Honor "Senador Domingo Faustino Sarmiento", entregada por el Senado de la Nación Argentina.[97]
- (2016) “Oficial del Orden de la Estrella de Italia”.[98]
- (2017) Premio Perfil a la Inteligencia, distinción otorgada por los lectores en la entrega de los Premios Perfil 2017.[99]
- (2018) Ciudadano Ilustre de la Ciudad de Buenos Aires, declarado por la Legislatura porteña.[100]

## Publicaciones
- Autor de un capítulo en Comprehensive Textbook of Psychiatry, de Kaplan y Sadock, publicado por Williams & Wilkins.
- Coautor de un capítulo en Frontotemporal Dementia, de Hodges, publicado por la Universidad de Cambridge.[101]
- Coautor de un capítulo en el Oxford Textbook of Cognitive Neurology and Dementia, publicado por la Universidad de Oxford.[102]
- Convivir con personas con Alzheimer u otras Demencias. (2005)
- Tratado de Neuropsicología Clínica. Bases conceptuales y técnicas de evaluación. Editorial Akadia. Primera edición (2008) coeditada por Andrea Slachevsky, Patricio Fuentes y Facundo Manes. Segunda edición (2018) coeditada por Edith Labos, Andrea Slachevsky, Teresa Torralva, Patricio Fuentes y Facundo Manes.
- Usar el cerebro. Conocer nuestra mente para vivir mejor. Facundo Manes y Mateo Niro. Editorial Planeta, 2014. (Publicado también en España, en 2015, por Ediciones Paidós)[103] El libro vendió más de 300.000 ejemplares en la Argentina.[104]
- El cerebro argentino. Una manera de pensar, dialogar y hacer un país mejor. Facundo Manes y Mateo Niro. Editorial Planeta, 2016.[105]
- Descubriendo el cerebro. Neurociencia para chicos (y grandes). Facundo Manes y María Roca. Editorial Planeta, 2017.[106]
- El cerebro del futuro. ¿Cambiará la vida moderna nuestra esencia? Facundo Manes y Mateo Niro. Editorial Planeta, 2018. (Publicado también en España, en 2019, por Ediciones Paidós; y en México, en 2018, por Paidós México)[107]
- Cerebros en construcción. Aprender a cuidar y potenciar el órgano más poderoso del universo desde la infancia. Facundo Manes y María Roca. Editorial Planeta, 2019.[108]
- Decir presente, hacer futuro. La revolución del conocimiento como motor del proyecto argentino. Editorial Planeta, 2019.[109]
- Ser humanos. Todo lo que necesitas saber sobre el cerebro. Facundo Manes y Mateo Niro. Editorial Planeta, 2021. (Publicado también en España, en 2021, por Ediciones Paidós). Edición revisada y actualizada en 2023 con el subtítulo "Por una nueva patriada".[110][76]